# 延近輝之
延近 輝之（のぶちか てるゆき、1974年6月22日 - ）は、日本の音楽家、作曲家、編曲家。京都府京都市出身。

## 作品

### アルバム
- SPIRAL ELEMENTS (デジタルリリース / TAR / アメリカ / 2019年)
- still air (Oktaf / ドイツ / 2016年)
- sonorité (mu-nest / マレーシア / 2011年)
- morceau (schole / 日本 / 2009年)

### シングル
- fleur (デジタルリリース / 2022年)
- incense (デジタルリリース / 2022年)
- memento (デジタルリリース / 2021年)
- Quiet Night Thoughts (デジタルリリース / 2021年)

### コラボレーション
- Close (by Daigo Hanada) / Remix by Teruyuki Nobuchika
- Hior Chronik『Birds』 ※コラボレーション曲『Immer with Teruyuki Nobuchika』収録。

### コンピレーション
- Joy - schole compilation vol.3  ※『incense』収録。
- & autres mélodrames  ※『Memento』収録。
- the silence was warm vol.3 ※『a day』収録。
- note of seconds: schole compilation vol.2  ※『kokyu』収録。

## 制作

### ドラマ音楽
- TBS
  - 木曜ドラマ9 『パパドル!』
  - 金曜ドラマ『ヤンキー君とメガネちゃん』
- フジテレビ
  - ドラマチック・サンデー『スクール!!』
  - 月9
    - 『夏の恋は虹色に輝く』
    - 『ブザー・ビート〜崖っぷちのヒーロー〜』
    - 『CHANGE』
    - 『不機嫌なジーン』

  - 深夜ドラマ『THE SPIDERS FROM MARS AND GLAMOROUS ANGEL』
  - 開局50周年3夜連続スペシャル・探そう!ニッポン人の忘れもの スペシャルドラマ『ハッピーバースデー』
- Sony Music ケータイ音楽ドラマ DORAMO SunSet Swish『I Love You』

### 映画音楽・ドキュメンタリー音楽
- 映画『ホペイロの憂鬱』
- 映画『休暇』
- 映画『棚の隅』
- 映画『西遊記』
- 短編映画『カタメな二人』
- オムニバス短編映画『Two out of Tokyo』

- 短編映画『Winter Chime』（アメリカ）
- ドキュメンタリー映画『Put The Wig On』（アメリカ）
- ドキュメンタリー映画『I Am Beautiful』（アメリカ）

### アニメ音楽
- テレビアニメ『ときめきメモリアル Only Love』（音楽：溝口肇と共同）
- テレビアニメ『Ray The Animation』（一部編曲）
- ドラマCD『まんすりぃ 萌音 Chapter 1～8』

### テーマ音楽
- 週刊女性 ポッドキャスト テーマ音楽
- 本田技研工業『ホンダ・ステップワゴン』ブランディング・ムービー
- 川口技研 ブランディング・ムービー
- 関西国際空港 Featuring Future ムービー
- 総務省統計局 国勢調査 2020 周知動画『積み重ねてきた未来』
- サバンナ八木 YouTube チャンネル『JAPANESE GAG COMEDIAN』(テーマ音楽)
- Forbes JAPAN × 南野拓実 × dunhill『MADE TO MATCH』
- ISETAN GUIDE for STYLING un-gender@TOKYO解放区 by MIKIOSAKABE
- ファッションブランド『OCTAVUS』(イメージ音楽)
- ISETAN クリスマスキャンペーン
  - 2011『White Wonder Christmas』
  - 2012『Once Upon a Time In Wonder Christmas』
- LAW Insurance Broker Co.,LTD (台湾) ブランディング・ムービー
- BOAT RACE 競艇新鋭リーグ・女子リーグ ファンファーレ
- RMK
  - 秋冬コレクション 2009『AUTUMN MYSTIQUE』
  - 春夏コレクション 2010『SPRING MODERN』
- F-Bit Communications『モバイルサイト ロボガレージ』
- KDDI Designing Studio『ミュージック コクーン』
- ラジオ『文化放送』
- 平和
  - パチンコ『CRラッセンワールド』
  - パチンコ『CRルパン三世』
  - パチンコ『ルパン三世 CR銭形』
  - パチンコ『ルパン三世 CR不二子』
- ホリプロ『インターネットTV』テーマ音楽
- 布袋寅泰オフィシャルファンクラブ beat crazy スペシャルページ『HOTEI×BEAMS』
- インターネットラジオ KONAMI エンターテインメント『萌音ラヂオ～萌木学園放送部』
- 小沢真珠 写真集+CD-ROM『Kaju-エトランゼ』
- (株)モリゴ 企業用ビデオ『チャンネルACC』
- 前園真聖 オフィシャルWebサイト『Zono's World』テーマ音楽

### CM / 音楽制作
- テレビCM
  - 『北国銀行』(編曲)
  - 『Japanese Daily Sun News Paper』(ハワイ限定放送)
- ラジオCM
  - リビエラ 逗子マリーナ『Restaurant GRAND BLUE』・『Seaside Wedding』

### テレビ番組 / 音楽制作
- NHK『ルソンの壺』(テーマ音楽)
- フジテレビ
  - 『僕らの音楽 Our Music』
  - 『SMAP×SMAP』
  - 『深夜戦隊ガリンペロ』
  - 『FNS27時間テレビ みんなのうた』
- TBS『デジ屋台』
- スペースシャワーTV
  - 『m-ax』(テーマ音楽)
  - 『M-Bros』(テーマ音楽)
  - 『DIVAS』(テーマ音楽)

### コンサート / 音楽制作
- 茨城県主催『いばらき1997』
- 木滝麻由美 (バンドマスター, ライブサポート, 編曲)
- 安西マリア・ディナーショー 2002 (編曲)
- SMAP コンサートツアー 2003『MIJ』
- Berryz工房 コンサートツアー 2005秋『スイッチ ON!』
- 美勇伝 コンサートツアー 2005秋『美勇伝説 II クレナイの季節』
- 滝沢秀明『滝沢演舞城』
- NEW CLASSIC GIG in Japan 2008

### アニメソング
アニメ『テニスの王子様』大石秀一郎 & 菊丸英二 マキシシングル『タイプはD！』
- 1. タイプはD!(作曲)
- 2. song for us (作詞・作曲・編曲)
- 3. これが青春だ!(作曲)

アニメ『今日の5の2』門脇舞, 能登麻美子, 高橋美佳子 シングル『Baby Love / 約束』
- 2. 約束 (エンディングテーマ) (編曲)

アニメ『月詠』小川範子 シングル『悲しい予感』
- 2. 波のトリコになるように (エンディングテーマ) (編曲:with 菊地成孔)

アニメ『マーメイドメロディー ぴちぴちピッチ ピュア』アルバム『ボーカルコレクション ピュアボックス 2』
- 2. 翼を抱いて / 歌: 皆川純子 (編曲)
- 4. Beautiful Wish / 歌: 喜多村英梨 (作曲・編曲)
- 5. Star☆メロメロ Heart / 歌: 倉田雅世 (作曲・編曲)
- 7. 明日が見えなくて / 歌: 新谷良子 (補作曲・編曲)

アニメ『マーメイドメロディー ぴちぴちピッチ ピュア』マキシシングル『暗黒の翼』
- 2. 闇のBAROQUE ～ バロック / 歌: 土屋美紀&下屋則子 (作曲・編曲)

アニメ『マーメイドメロディー ぴちぴちピッチ』アルバム『ジュエルボックス 1』
- 9. 黒の協奏曲 ～ Concerto / 歌: 土屋美紀&下屋則子(作曲・編曲)

アニメ『冒険遊記プラスターワールド』DVD＋サントラCD『風の勲章』
- 1. 風の勲章 (オープニングテーマ)  / 歌: 勝誠二 (編曲)

### J-POP
JOY'S / マキシシングル『Days』
- 2. Sweet Love (作曲)

完全メイド宣言 / シングル『メイディング ストーリー』
- 1. メイディング ストーリー (編曲:with舛井功)
- 2. ぉ帰りなさぃませ！ご主人様っ (編曲:with舛井功)

Meg Rock / ファーストアルバム『ラブボ』
- 4. 4ever (編曲)

奥華子 / 1stシングル『花火』
- 3. 花火 ～ 君がいた夏の日 (アレンジバージョン) (編曲)

尾藤桃子 / マキシシングル『PARTY』
- 2. Alone In The Dark (編曲:with 桜井鉄太郎)

真優 / 1stアルバム『Strawberrymilk』
- 3. 恋の勇気 (編曲)

kaie / 1stミニアルバム『blueness』
- 1. blueness (編曲)

Pinky Friends / アルバム『treasure』
- 1. shizuku (編曲)
- 3. Message… (編曲)
- 4. First step (編曲)
- 5. JUMP UP (編曲)

コンピレーション『999.9 four nine』
- 1. FUN DAY feat. 伊東たけし (Sax) (編曲:with 桜井鉄太郎)

コンピレーション『DIVA 2000 Vol.1』
- 1. Love Shack (編曲)
- 3. Poison Of Fresh (編曲)
- 4. Broken Flag (編曲)

### Remix
Green Tea / 2ndアルバム『しらばっくれる太陽』
- 1. 39 (Remix)

Wink / Remix アルバム『Para Para WINK』
- 2. 淋しい熱帯魚 (Remix)
- 3. 愛が止まらない 〜Turn it into love〜 (Remix)
- 4. 真夏のトレモロ (Remix)
- 5. 夜にはぐれて 〜Where Were You Last Night〜 (Remix)
- 6. Sexy Music (Remix)
- 7. トゥインクル トゥインクル (Remix)

### ライブ
- Teruyuki Nobuchika "Laptop Live" with Noriteru Ino (Visual) at Art Gallery "rizm" Hyogo, Japan, 2013.11.03
- Teruyuki Nobuchika "Laptop + Piano Live" at the M1 Singapore Fringe Festival in Singapore, 2013.01.19

### 写真展
- “Sediment via Unconscious 2013 ” Teruyuki Nobuchika (Music) + Noriteru Ino (Photo) at Art Gallery "colissimo"